# Madge Bellamy
Madge Bellamy (nacida como Margaret Derden Philpott; 30 de junio de 1899-24 de enero de 1990) fue una actriz de cine y teatro estadounidense. Fue una popular actriz principal en los años veinte y principios de los treinta. La carrera de Bellamy declinó en la era del cine sonoro y terminó tras un escándalo romántico en la década de 1940.

## Primeros años
Margaret Derden Philpott nació en Hillsboro, Texas, el 30 de junio de 1899 hija de William Bledsoe y Annie Margaret Derden Philpott. Bellamy se crio en San Antonio, Texas hasta los seis años, y más tarde la familia se trasladó a Brownwood, Texas, donde su padre trabajaba como profesor de inglés en la Universidad de Texas A&M.
De niña, Bellamy tomó clases de baile y pronto empezó a aspirar a convertirse en actriz de teatro. A los nueve años debutó bailando en una producción local de Aida.
Los Philpott se trasladaron más tarde a Denver, Colorado. Madge conoció y se casó con Carlos Bellamy en Colorado, pero se divorciaron cuando ella decidió abandonar Colorado para dedicarse a su carrera como actriz. En su autobiografía, afirmó más tarde que su agente le sugirió el nombre, posiblemente para evitar el escándalo del divorcio.

## Carrera

### Primeros años
Poco antes de graduarse en el instituto, Bellamy se marchó a Nueva York. Pronto empezó a trabajar como bailarina en Broadway. Tras aparecer en el coro de The Love Mill (1917), Bellamy decidió probar con la interpretación. En 1918, apareció en una producción itinerante de Pollyanna, por la que recibió buenas críticas. La gran oportunidad de Bellamy llegó cuando sustituyó a Helen Hayes en la producción de Broadway de Dear Brutus, junto con William Gillette, en 1918. Bellamy también actuó en la gira de Dear Brutus. Mientras actuaba en ella, Bellamy obtuvo un papel secundario en su primera película, The Riddle: Woman (1920), protagonizada por Geraldine Farrar.

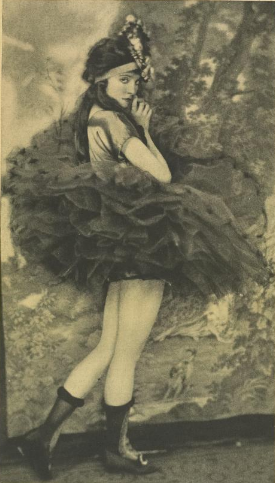
Bellamy fotografiada por Alfred Cheney Johnston, para la revista Shadowland, junio de 1921.

Tras finalizar la gira de Dear Brutus, Bellamy se unió a una compañía de repertorio en Washington D. C., donde actuó en Peg o My Heart. Mientras formaba parte de la compañía, Bellamy realizó una prueba cinematográfica para el director Thomas H. Ince. En noviembre de 1920, firmó un contrato de tres años con la recién creada Triangle Film Corporation de Ince. La primera película de Bellamy para Triangle fue The Cup of Life, de 1921, protagonizada por Hobart Bosworth.

### Películas

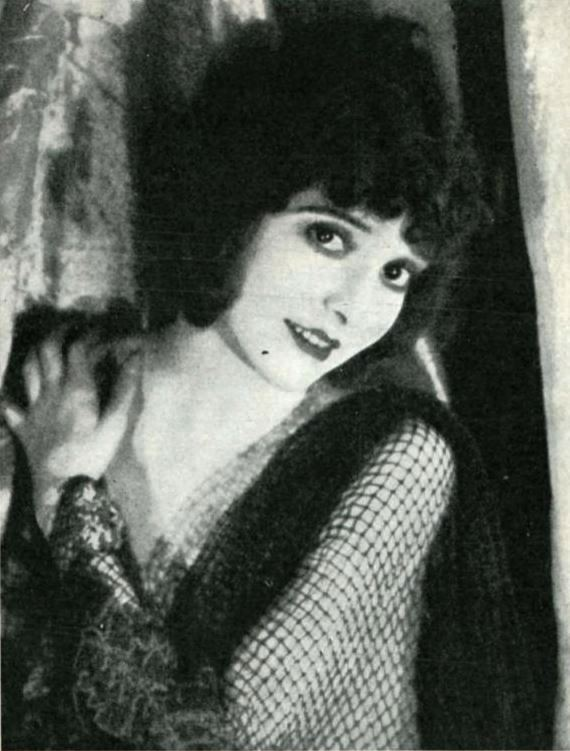
Madge Bellamy presentada en The Tatler, mayo de 1922.

Bellamy consiguió su primer papel como protagonista en la adaptación cinematográfica de 1922 de la novela de 1869 Lorna Doone. A partir de entonces se la conoció como "la exquisita Madge" (el artista Penrhyn Stanlaws la llamó más tarde "La más hermosa chica de Estados Unidos"), y participó en varios melodramas de Ince. En 1924, el contrato de Bellamy con Ince finalizó y firmó con la Fox Film Corporation, donde permanecería los cinco años siguientes. Durante su estancia en la Fox, apareció en dos películas para John Ford, The Iron Horse (1924) y Lightnin'. En 1925, Bellamy empezó a tener dificultades debido a varias "diferencias artísticas" que tuvo con los ejecutivos del estudio. Ese año, se negó a aceptar un papel en la exitosa película épica muda Ben-Hur. Más tarde atribuyó el declive de su carrera a su propia elección de aparecer en comedias ligeras y papeles de flapper en los que luciera su físico, en lugar de papeles más exigentes.
En 1927, el ejecutivo de la Fox Winfield Sheehan, con quien Bellamy mantenía una relación amorosa en ese momento, intentó darle el papel protagonista de "Diane" en el drama romántico El séptimo cielo. Bellamy declaró posteriormente al autor Anthony Slide que, de hecho, fue elegida para el papel de "Diane", pero que fue sustituida por Janet Gaynor (que ganó el primer Óscar a la mejor actriz por su trabajo en la película) cuando se encontraba en Francia rodando exteriores. En cambio, Bellamy apareció en la comedia romántica Very Confidential, en la que interpretaba a una modelo que se hacía pasar por una famosa figura femenina del deporte. En 1928, Bellamy formó parte del reparto de la primera película sonora de Fox, Mother Knows Best. La película era una adaptación de la novela homónima de Edna Ferber y en ella Bellamy interpretaba a Sally Quail, una actriz de teatro cuya vida estaba dominada por su madre "Ma Quail" (Louise Dresser). En las secuencias musicales, Bellamy imitó a varios artistas populares de la época, como Anna Held, Sir Harry Lauder y Al Jolson, cantando "My Mammy" con blackface. Las críticas de la película fueron en general positivas, aunque los críticos señalaron que la voz de Bellamy era débil.
La última película muda de Bellamy, Fugitives, se estrenó en 1929. Su primer largometraje totalmente sonoro, Tonight at Twelve, se estrenó ese mismo año. En el momento de su estreno, la carrera de Bellamy había sufrido un grave declive debido a varias decisiones desacertadas que tomó en arrebatos de ira (las revistas de aficionados de la época llamaban a Bellamy "Miss Firecracker" (Señorita Petardo) debido a su temperamento explosivo). A pesar de su mal comportamiento fuera del plató, seguía siendo una actriz bastante popular y fue nombrada "American Beauty" por la Hollywood Association of Foreign Correspondents. En 1929, rescindió su contrato con la Fox tras negarse a protagonizar la adaptación cinematográfica prevista de The Trial of Mary Dugan, una obra de Broadway de Bayard Veiller que fue un éxito en 1927 y que el estudio compró especialmente para Bellamy (la película se rodó ese mismo año en la Metro-Goldwyn-Mayer con Norma Shearer como protagonista). Bellamy dijo más tarde sobre su carrera: "Me crecí demasiado para mis pantalones. Quería demasiado dinero y cuando no me lo dieron, lo dejé".
Bellamy intentó encontrar trabajo como actriz independiente, pero no volvió a trabajar hasta 1932, cuando empezó a aparecer en películas de Poverty Row (un nombre común en el Hollywood de los años 20 a 50 para las cintas de bajo presupuesto, o sea serie B). Uno de sus papeles más conocidos de este periodo fue en la película de 1932 y con el tiempo clásico del cine de terror White Zombie, junto con Bela Lugosi y dirigida por los hermanos Edward y Victor Hugo Halperin. La película tuvo un éxito moderado, pero recibió críticas mixtas, mientras que la actuación de Bellamy fue generalmente criticada por los críticos (en una carta de 1970 a Classic Film Collector, Bellamy afirmó que su actuación parecía mala porque había perdido la voz debido a un resfriado y fue doblada por otra actriz. Desde entonces se ha demostrado que esto es falso). Estaba previsto que apareciera en la siguiente película de los hermanos Halperin, Supernatural, pero en su lugar se eligió a Carole Lombard.

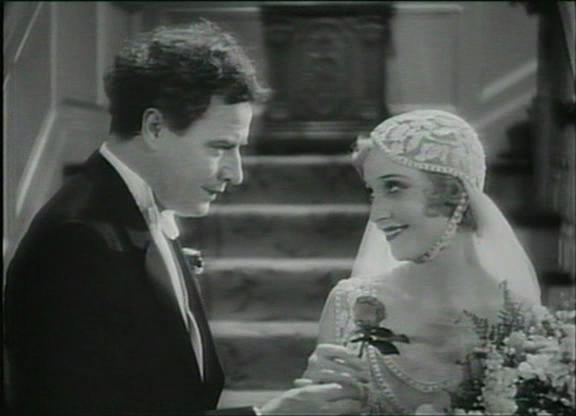
Robert Frazer y Bellamy en White Zombie, 1932.

### Declive de su carrera y escándalo
A principios de la década de 1940 la carrera de Bellamy estaba prácticamente acabada cuando llamó mucho la atención de la prensa cuando, el 20 de enero de 1943, fue detenida en San Francisco y acusada de agresión con arma mortal tras disparar tres veces un revólver del calibre 32 contra su antiguo amante, el acaudalado ejecutivo maderero Albert Stanwood Murphy. Bellamy había mantenido un romance con Murphy durante cinco años antes de poner fin a la relación en octubre de 1942. Tras enterarse de que Murphy se había casado con la ex modelo June Almy poco después de su ruptura, Bellamy viajó a San Francisco para enfrentarse a él y "... hacerle sufrir de alguna manera".
Bellamy admitió más tarde que esperó en los alrededores del apartamento de Murphy en la zona de Nob Hill durante cuatro días. Finalmente vio a Murphy saliendo del Pacific-Union Club el 20 de enero. Mientras Murphy entraba en su coche, Bellamy le disparó tres veces. Más tarde, Bellamy declaró: "No estaba cerca [de Murphy], pero él me vio y gritó algo que no entendí. Tal vez fue 'no'. Entonces supongo que le disparé. Se agachó y echó a correr". Disparó tres veces, acertando dos veces en el coche de Murphy, mientras que el tercer disparo falló. Los testigos le quitaron el arma de las manos.
Poco después del tiroteo, Bellamy afirmó que no tenía intención de hacer daño a Murphy y que "... sólo quería verle. Él no quería verme, así que me llevé la pistolita. [...] Llevaba tanto tiempo con la pistolita que pensé que era sólo un juguete". También se la citó diciendo: "Sólo le disparé, que era lo que pretendía hacer. Créame, soy una gran tiradora". El 11 de febrero de 1943, Bellamy se declaró culpable del cargo menor de violación de la ley de armas y se le impuso una condena condicional de seis meses. También fue condenada a un año de libertad condicional.
En julio de 1943, Bellamy demandó a Murphy por divorcio en Las Vegas alegando que ella y Murphy se habían casado de "mutuo acuerdo" en abril de 1941 y habían vivido como marido y mujer hasta que Murphy puso fin a la relación. Acusó a Murphy de "crueldad mental extrema" y pidió una pensión alimenticia temporal y permanente. En diciembre de 1943, Albert Stanwood Murphy pidió al tribunal que desestimara la demanda, afirmando que él y Bellamy "no son ni han sido nunca marido y mujer". El 4 de enero de 1944, un tribunal de Nevada denegó la demanda de divorcio de Bellamy alegando que ella y Murphy nunca habían estado legalmente casados. Un día después de que se desestimara la demanda de divorcio de Bellamy, Murphy le concedió un acuerdo extrajudicial de seis cifras.
El tiroteo y la demanda de divorcio generaron publicidad de nuevo sobre Bellamy, pero pusieron fin a su carrera, ya en declive. Su última aparición en la pantalla fue en la película de género Northwestern Northwestern Trail, en 1945. Bellamy volvió a los escenarios teatrales en 1946 en la producción de Los Ángeles Holiday Lady, tras la cual se retiró.
Por su contribución a la industria cinematográfica, Bellamy recibió una estrella en el Paseo de la Fama de Hollywood en 1960. La estrella se encuentra en el 6517 de Hollywood Boulevard.

## Vida personal
Bellamy estuvo brevemente casada con el agente de bonos Logan F. Metcalf. Se casaron en Tijuana el 24 de enero de 1928 y se separaron cuatro días después. Metcalf solicitó el divorcio alegando que, mientras ambos estaban de luna de miel, Bellamy se había negado a hablar con él por su afición a comer jamón y huevos, lo que ella consideraba "plebeyo". Metcalf obtuvo el divorcio el 25 de abril de 1928.
Cuando Bellamy se retiró de la actuación, había dilapidado gran parte de su fortuna y perdido el dinero restante durante la Gran Depresión. En su autobiografía póstuma, A Darling of the Twenties, Bellamy afirmó que vivió en la "más absoluta pobreza" tras su retiro. No obstante, poseía algunas propiedades inmobiliarias y era propietaria de una tienda en la que trabajaba para mantenerse. En su tiempo libre, Bellamy escribió guiones y novelas que nunca fueron comprados. A principios de la década de 1980, vendió la tienda por el doble de lo que había pagado por ella y vivió con relativa holgura económica el resto de su vida.
Bellamy permaneció fuera de la vista del público hasta la década de 1980, cuando historiadores del cine y aficionados al cine mudo que habían redescubierto su obra empezaron a solicitar entrevistas. También empezó a asistir a proyecciones de la película de terror de bajo presupuesto White Zombie, que tuvo un éxito moderado en su estreno inicial y desde entonces se ha convertido en un clásico de culto.
Bellamy era atea y vegetariana. En sus últimos años, vivió sola en Ontario, California.

## Muerte
Sufrió problemas cardíacos crónicos hacia el final de su vida. El 10 de enero de 1990 ingresó en el San Antonio Community Hospital de Upland, California, para recibir tratamiento, donde falleció el 24 de enero a los 90 años de edad a causa de un fallo cardíaco. Está enterrada en el Forest Lawn Memorial Park de Glendale, California.
Su autobiografía A Darling of the Twenties se publicó un mes después de su muerte.

## Filmografía
| Año  | Título                          | Papel                           | Notas                               |
| ---- | ------------------------------- | ------------------------------- | ----------------------------------- |
| 1920 | The Riddle: Woman               | Marie Meyer                     | Desconocido/presumiblemente perdida |
| 1921 | The Cup of Life                 | Pain                            |                                     |
| 1921 | Passing Through                 | Mary Spivins                    | Desconocido/presumiblemente perdida |
| 1921 | Blind Hearts                    | Julia Larson                    |                                     |
| 1921 | Love Never Dies                 | Tilly Whaley                    |                                     |
| 1921 | The Call of the North           | Virginia Albret                 | Desconocido/presumiblemente perdida |
| 1921 | Hail the Woman                  | Nan Higgins                     |                                     |
| 1922 | Lorna Doone                     | Lorna Doone                     |                                     |
| 1922 | The Hottentot                   | Peggy Fairfax                   | Incompleta                          |
| 1923 | Garrison's Finish               | Sue Desha                       |                                     |
| 1923 | Are You a Failure?              | Phyllis Thorpe                  |                                     |
| 1923 | Soul of the Beast               | Ruth Lorrimore                  |                                     |
| 1924 | No More Women                   | Peggy Van Dyke                  |                                     |
| 1924 | Do It Now                       |                                 |                                     |
| 1924 | The White Sin                   | Hattie Lou Harkness             |                                     |
| 1924 | Love's Whirlpool                | Nadine Milton                   |                                     |
| 1924 | His Forgotten Wife              | Suzanne                         |                                     |
| 1924 | Love and Glory                  | Gabrielle                       |                                     |
| 1924 | The Fire Patrol                 | Molly Thatcher                  |                                     |
| 1924 | The Iron Horse                  | Miriam Marsh                    |                                     |
| 1924 | Secrets of the Night            | Anne Maynard                    |                                     |
| 1924 | On the Stroke of Three          | Mary Jordan                     |                                     |
| 1925 | A Fool and His Money            | Condesa von Pless               |                                     |
| 1925 | The Dancers                     | Una                             |                                     |
| 1925 | The Parasite                    | Joan Laird                      |                                     |
| 1925 | The Reckless Sex                | Mary Hamilton                   |                                     |
| 1925 | Wings of Youth                  | Madelyne Manners/Angela Du Bois |                                     |
| 1925 | The Man in Blue                 | Teresa "Tita" Sartori           |                                     |
| 1925 | Lightnin'                       | Millie                          |                                     |
| 1925 | Havoc                           | Tessie Dunton                   |                                     |
| 1925 | Thunder Mountain                | Azalea                          |                                     |
| 1925 | Lazybones                       | Kit                             |                                     |
| 1925 | The Golden Strain               | Dixie Denniston                 |                                     |
| 1926 | The Dixie Merchant              | Aida Fippany                    |                                     |
| 1926 | Sandy                           | Sandy McNeil                    |                                     |
| 1926 | Black Paradise                  | Sylvia Douglas                  |                                     |
| 1926 | Summer Bachelors                | Derry Thomas                    |                                     |
| 1926 | Bertha, the Sewing Machine Girl | Bertha Sloan                    |                                     |
| 1927 | Ankles Preferred                | Nora                            |                                     |
| 1927 | The Telephone Girl              | Kitty O'Brien                   |                                     |
| 1927 | Colleen                         | Sheila Kelly                    |                                     |
| 1927 | Very Confidential               | Madge Murphy                    |                                     |
| 1927 | Silk Legs                       | Ruth Stevens                    |                                     |
| 1928 | Soft Living                     | Nancy Woods                     |                                     |
| 1928 | The Play Girl                   | Madge Norton                    |                                     |
| 1928 | Mother Knows Best               | Sally Quail                     |                                     |
| 1929 | Fugitives                       | Alice Carroll                   |                                     |
| 1929 | Tonight at Twelve               | Jane Eldridge                   |                                     |
| 1932 | White Zombie                    | Madeline Short Parker           |                                     |
| 1933 | Riot Squad                      | Lil Daley                       | Título alternativo: Police Patrol   |
| 1933 | Gordon of Ghost City            | Mary Gray                       |                                     |
| 1933 | Gigolettes of Paris             | Suzanne Ricord                  |                                     |
| 1934 | Charlie Chan in London          | Mrs. Fothergill                 |                                     |
| 1935 | The Great Hotel Murder          | Tessie                          |                                     |
| 1935 | The Daring Young Man            | Sally                           |                                     |
| 1935 | Metropolitan                    | Mujer en negligé                | Sin acreditar                       |
| 1936 | Champagne Charlie               | Mujer en taxi                   | Sin acreditar                       |
| 1936 | Under Your Spell                | Miss Stafford                   |                                     |
| 1936 | Crack-Up                        | Secretaria                      | Sin acreditar                       |
| 1945 | Northwest Trail                 | Mrs. Yeager                     |                                     |